# Долиняк Олександр Феофанович
Олекса́ндр Феофа́нович Долиня́к (нар. 11 травня 1958) — радянський футболіст, що розпочинав грати на позиції нападника, пізніше перекваліфікувався у захисника. По завершенні ігрової кар'єри — футбольний тренер, натепер працює тренером-масажистом у складі луцької «Волині».
Відомий насамперед виступами за футбольний клуб «Волинь», який на час виступів футболіста мав назву «Торпедо». У складі команди був одним із кращих захисників у 80-х роках ХХ століття, та одним із рекордсменів клубу за числом проведених матчів у чемпіонатах СРСР (217 матчів у чемпіонатах СРСР у другій лізі — 18 місце серед гвардійців клубу). Виступав також у складі юнацьких збірних УРСР та СРСР.

## Клубна кар'єра
Олександр Долиняк є вихованцем ковельського футболу, та був запрошений до дублюючого складу львівських «Карпат». Перспективного футболіста відразу почали запрошувати до юнацьких збірних України, а пізніше і до юнацької збірної СРСР. У складі збірної Радянського Союзу Долиняк готувався до чемпіонату світу серед молодіжних команд 1977, проте дістав травму й не потрапив до складу збірної, яка виграла цей турнір. Після тривалого відновлення Олександр Долиняк не мав ігрової практики, і тому відгукнувся на пропозицію тренерського штабу луцького «Торпедо», до складу якого приєднався у 1978 році. У дебютному сезоні молодий футболіст відіграв 41 матч за луцький клуб. І в наступних сезонах Долиняк був одним із основних гравців клубу. Проте у 1983 році у футболіста закінчилась відстрочка від армії, у зв'язку із чим він був призваний на строкову службу до Радянської Армії, де не мав ігрової практики. Після звільнення в запас Долиняк не зумів відновити свій попередній рівень гри, і покинув луцький клуб. Деякий час футболіст грав за аматорський клуб «Колос» із Ківерець, а після цього остаточно завершив кар'єру гравця.

## Тренерська кар'єра
По завершенню виступів на футбольних полях Олександр Долиняк розпочав кар'єру тренера. Перші роки після завершення кар'єри гравця колишній футболіст працював у ДЮСШ міста Ківерці, пізніше працював у ДЮСШ в Луцьку. Проте на початку 90-х років ХХ століття з початком економічної кризи заробітку дитячого тренера не вистачало на забезпечення сім'ї, і Олександр Долиняк за порадою своєї дружини, яка працювала лікарем, вирішив освоїти фах масажиста. Після тривалої підготовки Олександр із дружиною виїхали до Польщі, де працювали протягом трьох років відповідно масажистом та лікарем. Після повернення в Україну колишній футболіст луцького клубу по запрошенню його головного тренера Віталія Кварцяного перейшов на роботу тренером-масажистом клубу «Волинь», де й працює натепер.